# Іберо-романські мови

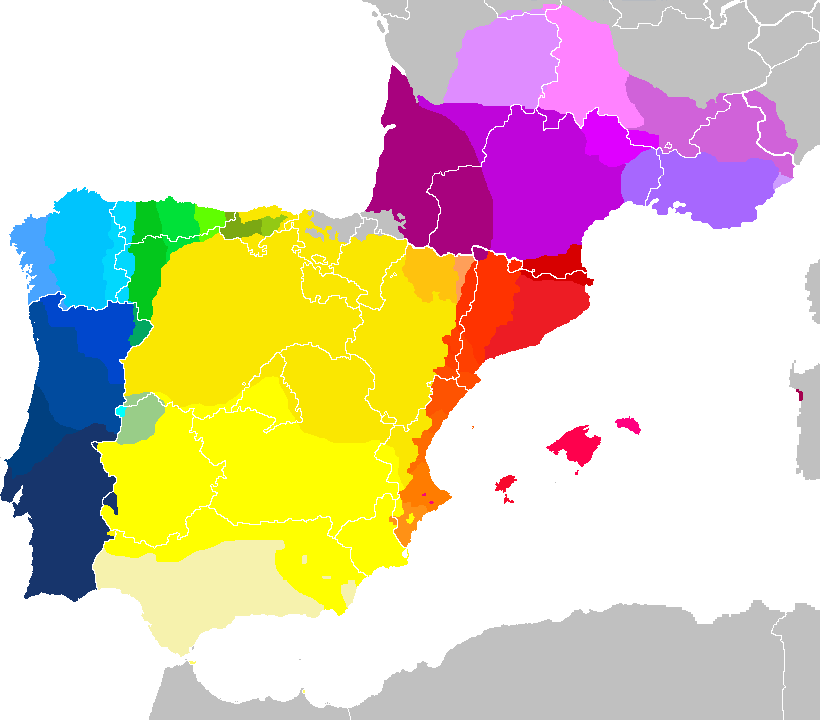
Іберо-романські мови в Іберії
Португальська мова
Галісійська мова
Фальська мова
Астурлеонська мова
Естремадурська мова
Іспанська мова (Кастильська)
Арагонська мова
Каталанська мова
Окситанська мова

Те́ррас-д'Ок — територія поширення окситанської та каталанської мов (Tèrras d’Òc, Terres d’Oc).

Головні діалекти каталанської мови

Іберо-романська мовна підгрупа, іберо-романські мови — одна з підгруп, що виділяються у складі групи романських мов.

## Східноіберійські мови
Східноіберійські мови
- Окситанська oc/oci та її діалекти :
  - Гасконський діалект gsc
    - вкл. аранську говірку

  - Північні діалекти 
    - лімузенський lms
    - овернський auv
    - віваро-альпійський

  - Південні діалекти 
    - ланґедокський lnc
    - провансальський prv
      - вкл. говірку Ніцци

    - шуадит sdt
- Каталанська ca/cat та її діалекти : 
  - Східні діалекти 
    - центральнокаталанський, вкл. субдіалекти
      - барселонський
      - шіпелья
      - таррагонський
      - салат
      - північний перехідний

    - північнокаталанський (русільйонський)
      - вкл. капсійський субдіалект

    - балеарський (мальоркський)
    - алґерський

  - Західні діалекти 
    - північно-західний, вкл. субдіалекти 
      - рібагорський
      - пальяський
      - льєйдський

    - північноваленсійський (ебрський), вкл. субдіалекти
      - валенсійський перехідний (каталанський туртозький)
      - кастельйоський (власне північноваленсійський)

    - валенсійський, включаючи діалекти (або субдіалекти) 
      - стандарт AVL не затвердж. ca-valencia/val
      - апічат
      - південноваленсійський
      - алаканський
      - мальоркський у муніципалітетах Тарбена та Ла-Валь-де-Ґалінера

Східноіберійські мови — окситанська та каталанська мови (або лише каталанська мова за деякими класифікаціями) разом зі своїми численними діалектами. Ті дослідники, що визнають існування східноіберійської підгрупи мов, відносять її до іберо-романської підгрупи мов (разом з західноіберійськими мовами), що у свою чергу є частиною галло-іберійської підгрупи мов.
Іноді обидві мови відносять не до східноіберійської підгрупи, що входить до групи іберо-романських мов (і вже потім до галло-іберійських мов), а до окситано-романської підгрупи мов, що входить безпосередньо до галло-іберійської підгрупи мов.
Каталанська та окситанська мови поширені у 5 країнах Західної Європи : Іспанії, Франції, Андоррі, Італії та Монако. Історично ці мови використовувалися також у Північній Африці (графство Триполі, Французький Алжир) та в Арагонському королівстві, зокрема у Афінському графстві та Південній Італії. 
Каталанська та окситанська мови від VIII ст. являли собою одну мовну спільноту, ці мови остаточно розділилися у XIII ст. У часи трубадурів окситанську (гасконську, провансальську, ланґедокську, овернську) та каталанську мови не розділяли, вважаючи однією мовою. Навіть у XIX ст. однією з загальновживаних назв каталанської мови була назва лімузенська (так зараз називається один з діалектів окситанської мови, яким говорять у Південній Франції).

## Західноіберійські мови
Західноіберійська підгрупа
- Галісійсько-португальські мови
  - Португальська pt/por та її діалекти 
    - діалекти Португалії
      - південні та центральні (вкл. Азорські о-ви та діалект м. Лісабон)
      - північні
      - барранкеньйо

    - діалекти Бразилії
      - північні
      - південні
      - діалекти Уругваю

    - діалекти інших країн
      - Африка (країни ПАЛОР)
      - Макао
      - Східний Тимор

  - Галісійська та її діалекти
    - східний
    - центральний
    - західний

  - Креольські на основі португальської
    - корлайська vkp
    - малакканська (Індонезія) mcm
- Іспанська es/spa (вкл. стандартну або нейтральну іспанську) та її діалекти 
  - північні діалекти
    - арагонський
    - кастильський

  - південні діалекти
    - ла-манчський
    - естремадурський
    - мурсійський
    - андалузький
    - діалект Канарських о-вів

  - латино-американські варіанти
    - карибський
    - південно-американський тихоокеанський
    - центральноамериканський
    - аргентинсько-уругвайсько-парагвайський
    - високогірний латино-американський (вкл. північноамериканський: Мексика та США)

  - варіанти мови на інших континентах
    - Марокко
    - Екваторіальна Ґвінея
    - Філіппіни

  - Ладіно
- Леонсько-астурійська підгрупа
  - Астурійська ast та її діалекти
    - західний
    - центральний
    - східний
    - кантабрійський
    - монтаньєзький

  - Леонська
  - Мірандська mwl

## Піренейсько-мозарабська підгрупа
Піренейсько-мозарабська підгрупа
- Піренейська підгрупа
  - Арагонська an/arg та її діалекти
    - південний
    - східний
    - західний
    - центральний
- †Мосарабська підгрупа
  - †Мосарабська mxi